# Historia de Lorca
Son numerosas las leyendas que narran el origen de Lorca (Murcia) España. La mayoría tienen un carácter mitológico. Según Méndez Silva (1649), un príncipe troyano llamado Elio, junto a un personaje griego llamado Crota, fueron los fundadores de Eliocroca, que así se llamó Lorca en la época romana. El Padre Morote, por otra parte, otorga la fundación de Lorca al príncipe troyano Elio-Urzues, navegante por el "Mare Nostrum". Espinalt escribió en 1778 que "en el año 4018 de la creación del mundo", un príncipe troyano llamado Elio fundó una ciudad a la que llamó Ilorci. También se pensó en una combinación de los vocablos Helios (sol) y Kraton (gobierno) para formar la denominación de Eliocroca (ciudad gobernada por el Sol).
Sin duda la denominación actual de Lorca procede de época árabe, cuando la medina era conocida como Lurqa. El significado de esta denominación sería "la batalla", probablemente porque fuera en esta ciudad donde se produjera el enfrentamiento entre las tropas cristianas de Teodomiro y las fuerzas árabes que invadieron la Península en el siglo VIII.

## Origen
A raíz de los resultados de las excavaciones arqueológicas que se han realizado, se sabe que Lorca ha estado poblada ininterrumpidamente desde el Neolítico Final, hace más de 5.500 años.
El temprano poblamiento permanente del valle del Guadalentín se debió principalmente a la presencia de fuentes de agua, recursos minerales, y sobre todo a que dicho valle constituye la vía de comunicación natural entre Levante y Andalucía Oriental.
Dentro del valle del Guadalentín el cerro de Lorca ocupa un lugar privilegiado, pues su orografía facilitaba enormemente la defensa, y su preponderancia en altura otorgaba un control absoluto sobre lo que ocurría en el valle.
Estos factores aceleraron el asentamiento en Lorca desde tiempos tan remotos, y se manifiesta en los abundantes restos arqueológicos que en la actualidad se documentan en Lorca, que se ha convertido en el municipio con más yacimientos arqueológicos localizados en la Región de Murcia.

## Edad del Bronce

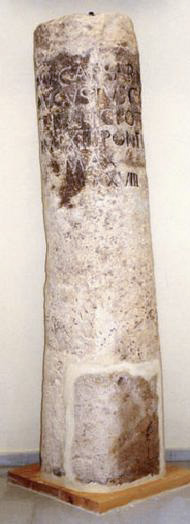
Columna miliaria perteneciente a la Vía Augusta a su paso por Lorca.

En la falda del cerro del Castillo y bajo el casco urbano está documentada la existencia de los restos de una importantísima población de la cultura de El Argar. Junto a estos vestigios hay repartidos por el término municipal importantes evidencias de poblamientos de la cultura argárica de carácter rural, dependientes del núcleo principal, como los poblados de Los Cipreses, Cerro de Las Viñas en Coy o el Rincón de Almendricos.

## Edad Antigua
Ya en el periodo romano encontramos el asentamiento denominado Eliocroca, recogido en el Itinerario de Antonio y situado en plena Vía Augusta. En el Bajo Imperio la actual Lorca se convertirá en una población de la Cartaginense, un asentamiento agrícola en el que predominarán las villae. Con la romanización, Eliocroca fue sufriendo una progresiva cristianización, y ya en el año 301 dos representantes de la diócesis lorquina acudieron al Concilio de Elvira, en Granada.

## Edad Media

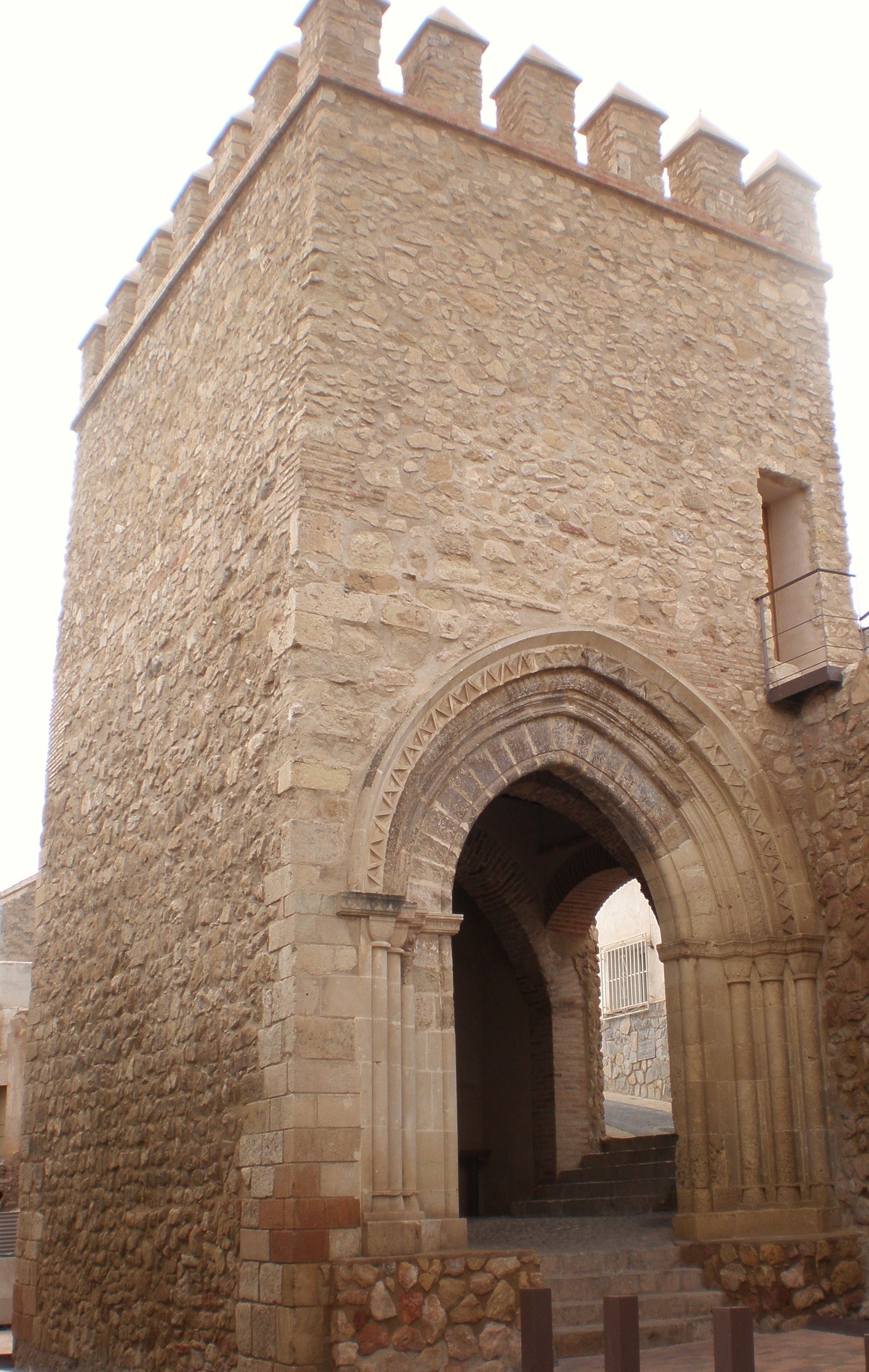
Porche de San Antonio.

De la Lorca visigoda apenas tenemos noticias. En el 713 se firma el Pacto de Teodomiro (Todmir), donde aparece ya el topónimo de Lurqa, y por el que esta población pasa a integrarse en un territorio autónomo, junto con otras seis ciudades, gobernado por Teodomiro, situación que se mantendrá hasta la muerte de éste y la reorganización del estado musulmán, llevada a cabo por Abd-al-Rahman II, que convirtió el territorio de Todmir en una demarcación dependiente de Córdoba y así hasta la desmembración del califato con la muerte de Almanzor y la formación de los reinos de Taifas, siendo la Taifa de Lorca uno de ellos.
En 1244, siendo rey de Castilla y León Fernando III, su hijo y heredero, el príncipe Alfonso, futuro Alfonso X el Sabio, conquistará Lorca (la torre del homenaje de la fortaleza de Lorca se llama Torre Alfonsina en honor al rey castellano), y la ciudad continuará, como en época árabe, su papel de cabeza de una rica comarca agrícola y de importante actividad artesanal, pero la frontera dificultará el desarrollo económico.
Durante la Baja Edad Media, Lorca fue una peligrosa ciudad fronteriza, punta de lanza del cristiano reino de Murcia (perteneciente a la Corona castellana) frente al Reino nazarí de Granada. Así, Lorca va a ser la llave del Reino, pero también la base de partida para incursiones a territorio enemigo. Será la batalla de Los Alporchones, en 1452, la que dé fin a los enfrentamientos en la frontera lorquina en el reinado de Juan II, quien diez años antes concedió a Lorca el título de noble ciudad.

## El Renacimiento

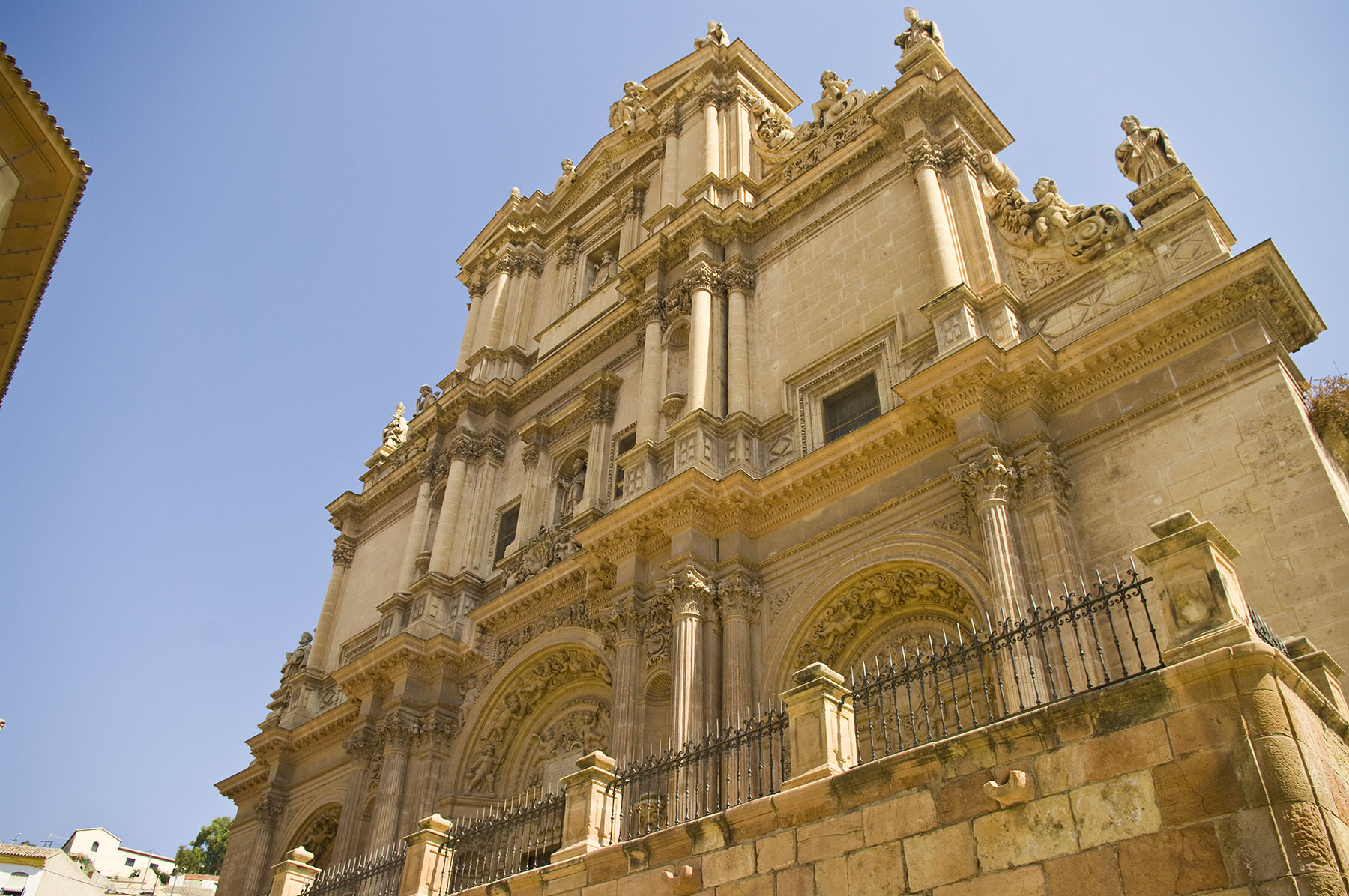
Colegiata de San Patricio.

Concluida la Guerra de Granada y desaparecido el peligro musulmán, la ciudad cambia de fisonomía; se llevarán a cabo reformas urbanísticas y se desarrollará el comercio y la explotación del campo de forma continuada. Las numerosas obras públicas que se efectuaron atrajeron a obreros y canteros de otros lugares, produciéndose una considerable corriente de inmigración que aumentó la población hasta los 8.000 habitantes. Entre las nuevas construcciones destaca la Colegiata de San Patricio, comenzando a erigirse en el año 1553 y cuya construcción se alargó hasta 1870, que será el centro religioso de la ciudad, pero también numerosos conventos como los de la Merced, Santo Domingo y San Francisco.

## Tiempos difíciles
Con el siglo XVII, Lorca se va configurando como una urbe moderna, pero no descuida sus posiciones defensivas, sobre todo en la costa, ya que el peligro turco y berberisco amenazaba continuamente el litoral, sembrando la desolación y cautivando a los habitantes de la zona.
Este siglo será testigo de la expulsión de los moriscos, la epidemia de peste, en la que murió la mitad de la población, y las sequías y las plagas de langosta. Pese a ello, a partir de 1660 se inicia un despegue espectacular y asistimos a su recuperación. Muestra de ello es la construcción de nuevos edificios entre los que destaca el Palacio de Guevara.

## Hacia la modernidad
El siglo XVIII tiene una importancia vital para la ciudad, al ser una de las comarcas favorecidas por el Reformismo Borbónico. Lorca se configura como una ciudad moderna, perdiendo sus caracteres medievales. La población crece, se extiende y se instala en los barrios periféricos de San Cristóbal y San José. La muralla desaparece, lo que es indicativo de mayor seguridad. El comercio de la barrilla hace que se instalen en Lorca y en el puerto de Águilas importantes casas de comercio, lo que desarrollará la burocracia y el funcionariado, y un buen número de obras públicas, convirtiéndose la ciudad en refugio de pintores, escultores y grabadores que despliegan en ella su actividad artística.
A comienzos del siglo XIX contará con un modelo socioeconómico que será el de una comunidad preindustrial caracterizada por el predominio del sector primario y el fuerte aumento de la población. Pero la rotura del Pantano de Puentes, el 30 de abril de 1802, destruyendo la parte baja de la ciudad llamada Puerta de San Ginés y casi todo el arrabal de San Cristóbal, la Guerra de la Independencia y las epidemias de fiebre amarilla, así como las pertinaces sequías, en tiempos de la Regencia de Espartero, trajeron consigo el hambre y la emigración de más de doce mil personas. Además, la desaparición del comercio de la barrilla privó a la comarca de uno de sus más saneados ingresos.
En este siglo el término municipal de Lorca va a sufrir considerables variaciones: si al comienzo de la centuria engloba los municipios de Águilas, Puerto-Lumbreras y parte del de Mazarrón, al concluir el siglo se configura con la misma extensión que posee en la actualidad.
En 1865 llegará a Lorca la primera máquina de vapor. El ferrocarril Alcantarilla-Lorca, inaugurado en 1885, y el Baza-Lorca, cinco años más tarde, van a suponer la integración de la comarca en el mercado nacional, posibilitando el movimiento de los minerales de los yacimientos litorales y de las minas de azufre y manganeso del interior.
La Restauración lleva aparejada un periodo de prosperidad y de calma política; la ciudad se embellecerá con las glorietas de San Vicente, del Teatro y Colón, con la construcción del Casino Artístico y Literario en 1885, del Teatro Guerra en 1861, de la Plaza de Toros en 1892, etc.

## ElsigloXX

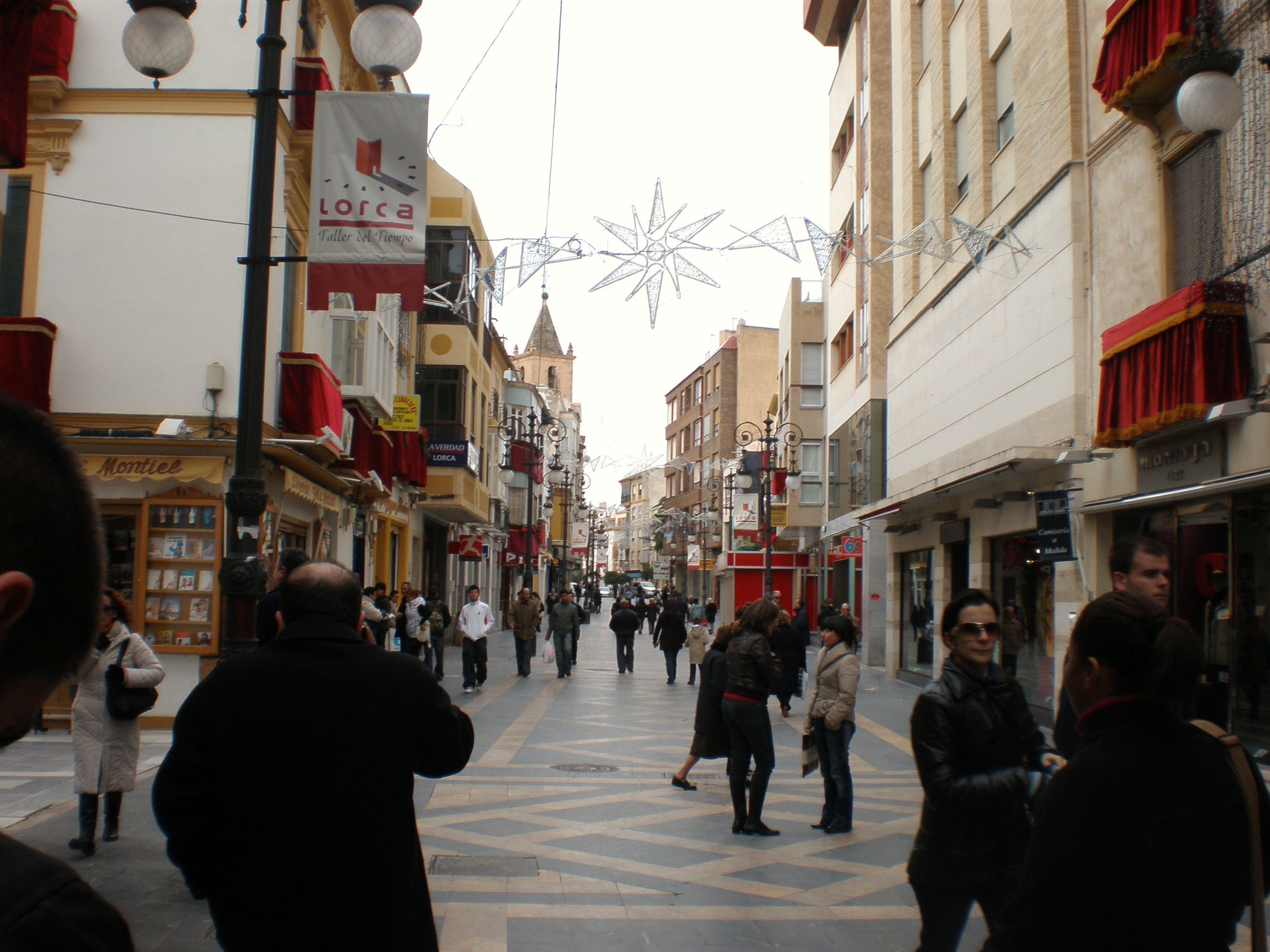
Calle de la Corredera.

A comienzos de siglo XX la intensa explotación de los yacimientos mineros de la zona litoral va a suponer un relanzamiento de la vida económica de la comarca. La Guerra Civil va a traer consigo paradójicamente el inicio de la recuperación demográfica, aunque en las dos décadas siguientes se producirá un estancamiento poblacional como consecuencia de la emigración. Pero en la actualidad este flujo se ha invertido: los curtidos, la alfarería, el cemento y las chacinerías dan a una ciudad eminentemente agrícola y ganadera un tono industrial al que está adscrito un importante porcentaje de la población.
El siglo XX ha significado para Lorca, en definitiva, el progreso, el despegue tecnológico, el cambio lento y paulatino de las estructuras sociales, la especialización de los sectores productivos, etc.

### Segregación de Puerto Lumbreras
El 7 de julio de 1958, se constituyó el primer ayuntamiento independiente de Puerto Lumbreras y así consiguió la independencia del municipio de Lorca. En el acta fundacional se acordó la segregación de las entidades de Puerto Lumbreras, Esparragal, Cabezo y Puerto Adentro del término municipal lorquino, constituyendo un nuevo municipio con capitalidad en Puerto Lumbreras.
La segregación trajo un descenso de población de unos 7000 y la reducción en 144,8 km² menos del término municipal, siendo Lorca antes de la segregación el municipio más extenso de España con unos 1820 km².

### Riada de 1973
El 19 de octubre de 1973, Lorca, junto con Puerto Lumbreras, sufrió unas terribles inundaciones que provocaron más de 50 muertos. Tras esta riada se inauguró el hospital comarcal Santa Rosa de Lima, que se cerraría tras la inauguración en el año 1990 del nuevo Hospital Comarcal Rafael Méndez.

## sigloXXI
En los primeros años de este siglo se construye la pasarela Manterola diseñada por Javier Manterola, que cruza el río Guadalentín. El 29 de enero de 2005 se produjo un terremoto de 4,6 grados en la escala de Richter con epicentro en las pedanías de La Paca (1.068 habitantes en 2005) y Zarcilla de Ramos (1.077 habitantes en 2005), que provocaron diversos daños materiales, sobre todo en la estructura de diversos edificios, tanto en las ya citadas pedanías como en Avilés, Coy, Doña Inés, Don Gonzalo, El Pardo, La Canaleja y Zarzadilla de Totana. En estos últimos años la ciudad de Lorca crece y se expande comenzando a rozar los 90.000 habitantes. También se restauran y ponen en valor monumentos como el Huerto Ruano y ya en el año 2007 el Porche de San Antonio.
En 2008 el Consejo de Europa distinguió a la ciudad con el Diploma de Honor de los Premios Europa, que se concede anualmente.

### Terremoto de 2011
El 11 de mayo de 2011 dos terremotos sacudieron Lorca, dejando nueve muertos y cerca de trescientos heridos. El primer seísmo, de 4,5 grados, se produjo sobre las 17:05 horas y pudo sentirse en gran parte de la Región de Murcia como Cartagena, Águilas, Murcia, Mazarrón e incluso en numerosos municipios de Albacete, Jaén (incluida la capital y Andújar), Almería, Granada y Alicante.
Se calcula que el hipocentro del movimiento sísmico se situó a menos de 10 kilómetros de profundidad, bajo la pedanía lorquina de La Hoya, según declaró el alcalde de este municipio, Francisco Jódar, quien señaló que en el casco urbano se registraron caídas de losas, vigas, techos, paredes y cornisas. Tras este primer movimiento, el Centro de Coordinación de Emergencias (112) recibió cientos de llamadas.
Un segundo seísmo se registró a las 18:47 horas, en este caso de 5,2 grados de magnitud, a menos de 500 metros de profundidad. Diferentes edificios sufrieron daños, como el campanario de la iglesia de San Diego, el crucero principal de la iglesia de Santiago, el techo de la iglesia de la Virgen de las Huertas y la torre del Espolón del histórico castillo, que se desplomaron de forma espectacular. La nueva caída de techos, cornisas y demás elementos de la construcción pudo ser la que provocó las víctimas mortales, así como el aplastamiento de numerosos vehículos. Este terremoto se sintió en todas las zonas colindantes a la Región de Murcia e incluso llegó hasta la Comunidad de Madrid. 
Cerca de 10.000 personas fueron evacuadas, y unas 30.000 pasaron la noche en la calle. Ha sido el terremoto más destructor en España de los últimos 55 años.
Se calcula que el 80% de los edificios están dañados en mayor o menor medida.
La noche del día 12 de mayo se produjeron varias réplicas, la más fuerte de magnitud 4 en la escala Richter.